# Cricetulus
Cricetulus  је род глодара из породице Cricetida ( Волухарице и хрчци ); има седам врста  које насељавају сушне или полусушне регионе у Евроазији.
Имају тенденцију да изгледају више налик на пацове од типичних хрчака, па отуда и уобичајени назив хрчак попут пацова. Многе врсте се сматрају патуљастим хрчцима. Међутим, припадници родова Allocricetulus, Tscherskia, и Cansumys се често називају пацовским хрчцима, па их многи ауторитети сматрају припадницима рода Cricetulus.

## Врсте
Род обухвата следећих 8 врста:
- Cricetulus alticola - Тибетански патуљасти хрчак
- Cricetulus barabensis - Кинески пругасти хрчак
- Cricetulus griseus -  Кинески хрчак
- Cricetulus kamensis - Камски хрчак
- Cricetulus lama - Лама патуљасти хрчак
- Cricetulus longicaudatus - Дугорепи хрчак
- Cicetulus migratorius - Сиви патуљасти хрчак
- Cricetulus sokolovi - Соколовљев хрчак